# پیمان نامور
پیمان نامور (زاده ۱۱ تیر ۱۳۶۵) بازیکن فوتبال اهل ایران است.
وی سابقه بازی در تیم‌های مس سرچشمه، نیروی زمینی، پاس همدان، گل‌گهر سیرجان، مس رفسنجان، بادران و خوشه طلایی را در کارنامه دارد.